# Laurel et Hardy à l'âge de pierre

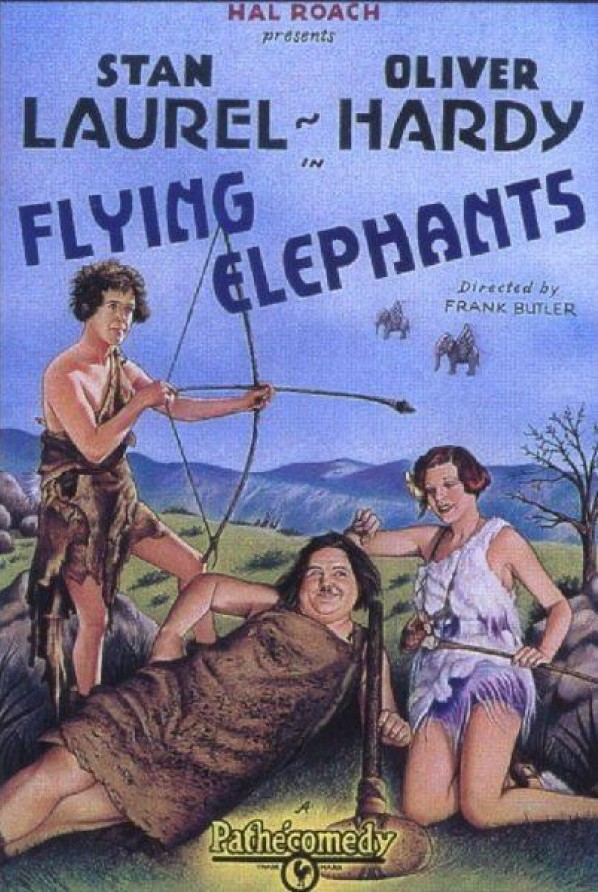
Affiche du film (1928).

Laurel et Hardy à l'âge de pierre (Flying Elephants) est un film muet de deux bobines sorti en 1928. Stan Laurel et Oliver Hardy y jouent des hommes des cavernes avant qu'ils ne deviennent le célèbre duo Laurel et Hardy. Le titre original se rapporte à trois pachydermes animés que l'on voit passer dans une scène.

## Synopsis
Le film se passe à l’âge de pierre : le roi des Cavernes proclame que tous les mâles entre 13 et 99 ans doivent se trouver une compagne ou se préparer à être bannis. Hardy prétend être capable de trouver cinq femmes en cinq minutes. En réalité il reçoit un coup sur la tête de la part des maris de chaque femme qu'il tente de séduire. Hardy finit par trouver une fille disponible mais ne se rend pas compte que Laurel, dont il est devenu l’ami, a aussi l’intention de l’épouser.
Comme tous deux convoitent la même fille, ils rivalisent pour gagner son affection. Au bout du compte, Laurel emmène Hardy au sommet d’une montagne dans l’intention de se débarrasser de lui. Son plan échoue, mais c’est à la fin une chèvre furieuse qui précipite Hardy au bas de la falaise, ce qui permet à Laurel d'avoir la fille pour lui.

## Fiche technique
- Titre : Laurel et Hardy à l'âge de pierre (ou juste À l'âge de pierre)
- Titre original : Flying Elephants
- Autre titre français : Les Débuts de Cupidon
- Réalisation : Frank Butler
- Scénario : Hal Roach
- Production : Hal Roach Studios
- Format : Noir et blanc - Muet - 1.33 : 1 - 35 mm
- Pays :  États-Unis
- Lieu du tournage : Moapa, Nevada[3]
- Genre : Comédie
- Durée : 17 min
- Date de sortie : 28 janvier 1928

## Distribution
- Stan Laurel
- Oliver Hardy
- James Finlayson
- Edna Marion
- Dorothy Coburn
- Viola Richard
- Fay Lanphier
- Budd Finn
- Tiny Sandford
- Leo Willis